# 요한 데 클레르크

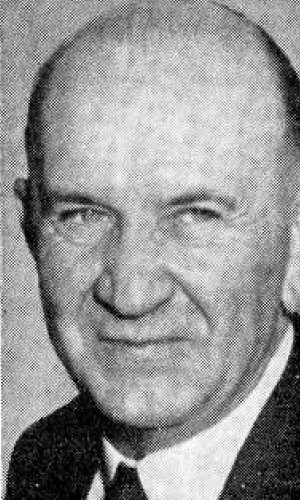

요하네스 데 클레르크(아프리칸스어: Johannes de Klerk, 1903년 7월 22일 ~ 1979년 1월 24일)은 남아프리카 공화국의 대통령 권한대행이었다.
1975년 4월 9일부터 4월 19일까지 10일간 대통령 권한대행을 맡았다. 1979년 사망하였다.
| 전임 야코부스 요하네스 포우체 | 남아프리카 공화국의 대통령 권한대행 1975년 | 후임 니콜라스 요하너스 디데리흐스 |